# 津守吉祥
津守 吉祥（つもり の きさ、生没年不詳）は、飛鳥時代後期の貴族。姓は連。冠位は大山下。

## 記録
津守氏は主として外交関係で活躍した一族で、『日本書紀』巻第十九では、欽明天皇の時代の遣百済使の己麻奴跪（）、巻第二十四には遣高句麗使の大海の名前が見える。
『書紀』巻第二十六、及びその中に引用された『伊吉博徳書』・『難波吉士男人書』に拠ると、斉明天皇5年（659年）に遣唐大使坂合部石布（さかいべ の いわしき）と共に、遣唐副使に任命され、江南路をとって航行した。石布の船は逆風に遭い、南海に流され、石布自身は漂着した島の民によって殺され、残された乗組員の東漢長阿利麻・坂合部稲積ら5人が島人の船を奪い出航、括州に到着し、洛陽まで辿り着くことができた。
一方、吉祥の船は東北の風にのって9月16日の夜半に無事越州の会稽県須岸山（しゅがんざん、現在の舟山郡島の須岸島）に着き、余姚県（現在の浙江省余姚）に上陸して、閏10月1日に越州、現在の浙江省紹興）に到着。駅馬に乗って長安（現在の陝西省西安市）に入京した。そこから東京（洛陽）の都へ行き、天子（皇帝）高宗との謁見を許されている。この時に蝦夷の男女2名を皇帝に献上しており、この時の問答は当時の蝦夷の生活について記述された貴重な記録となっている。『難波吉士男人書』に拠れば、蝦夷人の他に、白鹿の皮1つ、弓3つ、箭（や）80を献上している。この時、蝦夷を献上したことは、『新唐書』「日本伝」にも
とある。ただし、斉明天皇が崩御し天智天皇の即位後のこととして記されている。
同年11月1日、唐朝の冬至の儀に参列し、
と賞讃された。ところがその後、出火騷ぎや讒言（）があり、吉祥らは流罪に処せられるところであったが伊吉博徳の釈明により罪を免ぜられた。
しかし、
とされ、西京（長安）へ留め置かれて幽閉され、苦しんだと伝わる。
斉明天皇6年8月（660年）の百済国の滅亡により、9月12日に解放され、19日に西京を出発した。10月19日に東京（洛陽）で先に遭難した別船の遣唐使の乗員と再会。11月1日に捕虜となった百済の王族・貴族ら50人（『旧唐書』では58人）が唐の朝廷に護送されるのを目撃している。24日、東京を出発した。
翌年（661年）、越州から出航したが途中耽羅島に漂着。耽羅国王子阿波伎（）らを連れて帰国した、と伝わる。この時のことを、『書紀』本文は、
と記述している。
『書紀』・『伊吉博徳書』などの記述はここまでだが、『善隣国宝記』に引用された『海外国記』によると、664年（麟徳元年、天智天皇3年5月）、百済の鎮将劉仁願により、朝散大夫の郭務悰らが派遣された際に、9月に伊吉博徳・智弁らとともに筑紫大宰の言葉を伝えている。
吉祥が渡唐の直前に記したとされる神社の伝承が、『住吉大社神代記』の原資料とされた。